# Lehnitz

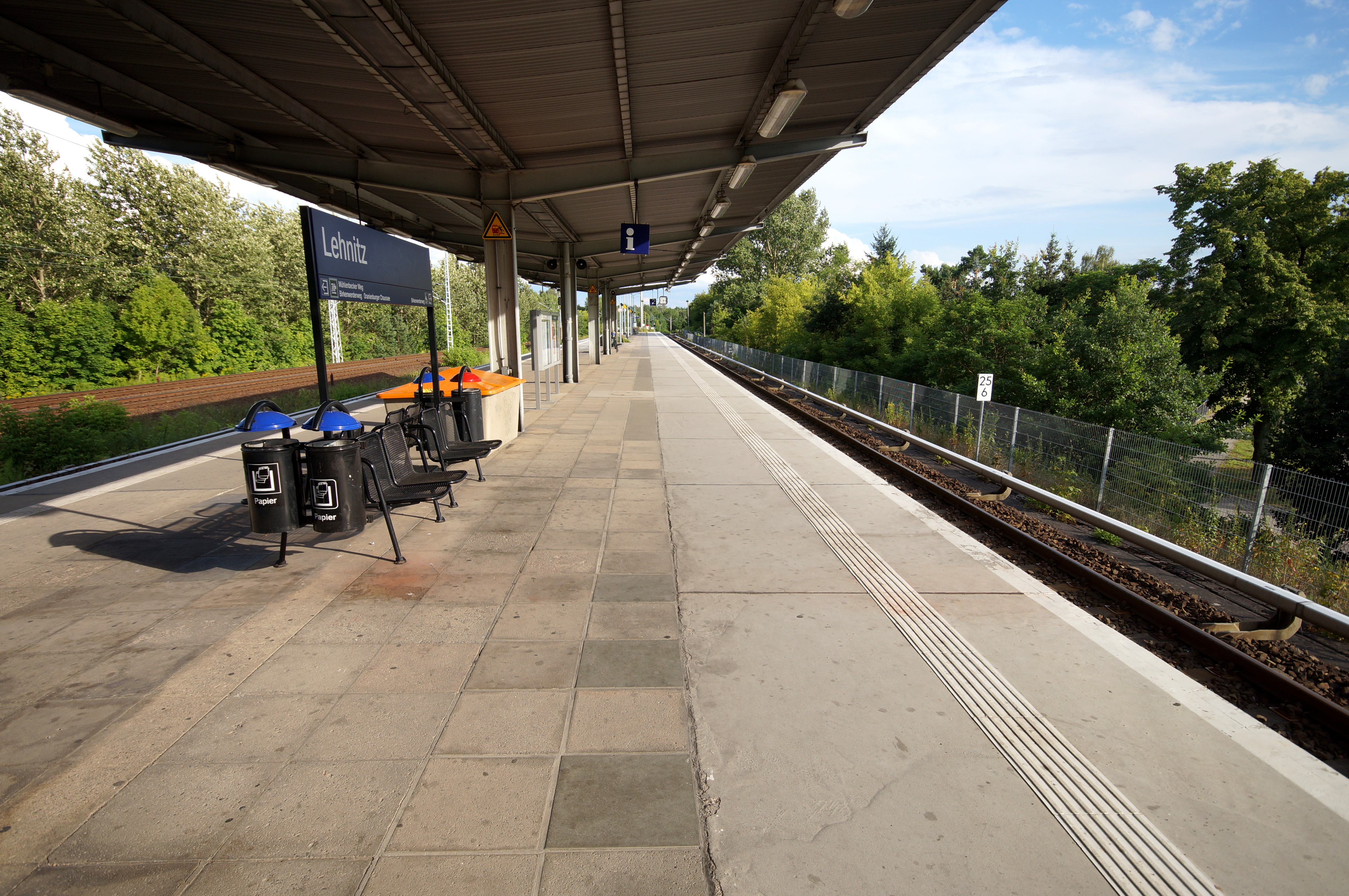
Der Lehnitzer Bahnhof

Lehnitz ist ein Ortsteil der Stadt Oranienburg in Brandenburg, nördlich von Berlin. Der Ort mit etwa 3300 Einwohnern ist mit dem Bahnhof Lehnitz an das Berliner S-Bahn-Netz angeschlossen. In der Nähe liegt der Lehnitzsee.

## Geographie
Lehnitz liegt im Naturraum der Zehdenick-Spandauer Havelniederung.

## Geschichte
Die erste urkundliche Erwähnung des Ortes stammt aus dem Jahr 1350.
Während des Kalten Krieges waren in Lehnitz verschiedene militärische Truppenteile und Einrichtungen der Nationalen Volksarmee der DDR stationiert. Ende der 1980er Jahre gehörten dazu beispielsweise das Artillerieregiment 1 „Rudolf Gyptner“ und das Bataillon Chemische Abwehr „Herbert Kittelmann“. Nach der Wende stationierte die Bundeswehr in der nun als „Märkische Kaserne“ bezeichneten Liegenschaft in Lehnitz unter anderem das Panzerartilleriebataillon 425. Es wurde zum 30. Juni 2006 aufgelöst.
Im Rahmen der Gemeindegebietsreform in Brandenburg verlor Lehnitz den Status einer eigenständigen Gemeinde und wurde zum 26. Oktober 2003 in die Stadt Oranienburg eingemeindet.

## Persönlichkeiten
- Friedrich Wolf, Arzt und Schriftsteller, gestorben am 5. Oktober 1953 in Lehnitz
- Ute Mahler, Fotografin, geb. 1949
- Heiner Müller, Schriftsteller, Dramatiker, Intendant, lebte von 1953 bis 1956 in Lehnitz
- Adelheid Torhorst, Pädagogin und Politikerin, lebte von 1949 bis 1968 in Lehnitz
- Rudolf Steinwand, Politiker, lebte von 1964 bis 1982 in Lehnitz

## Sehenswürdigkeiten

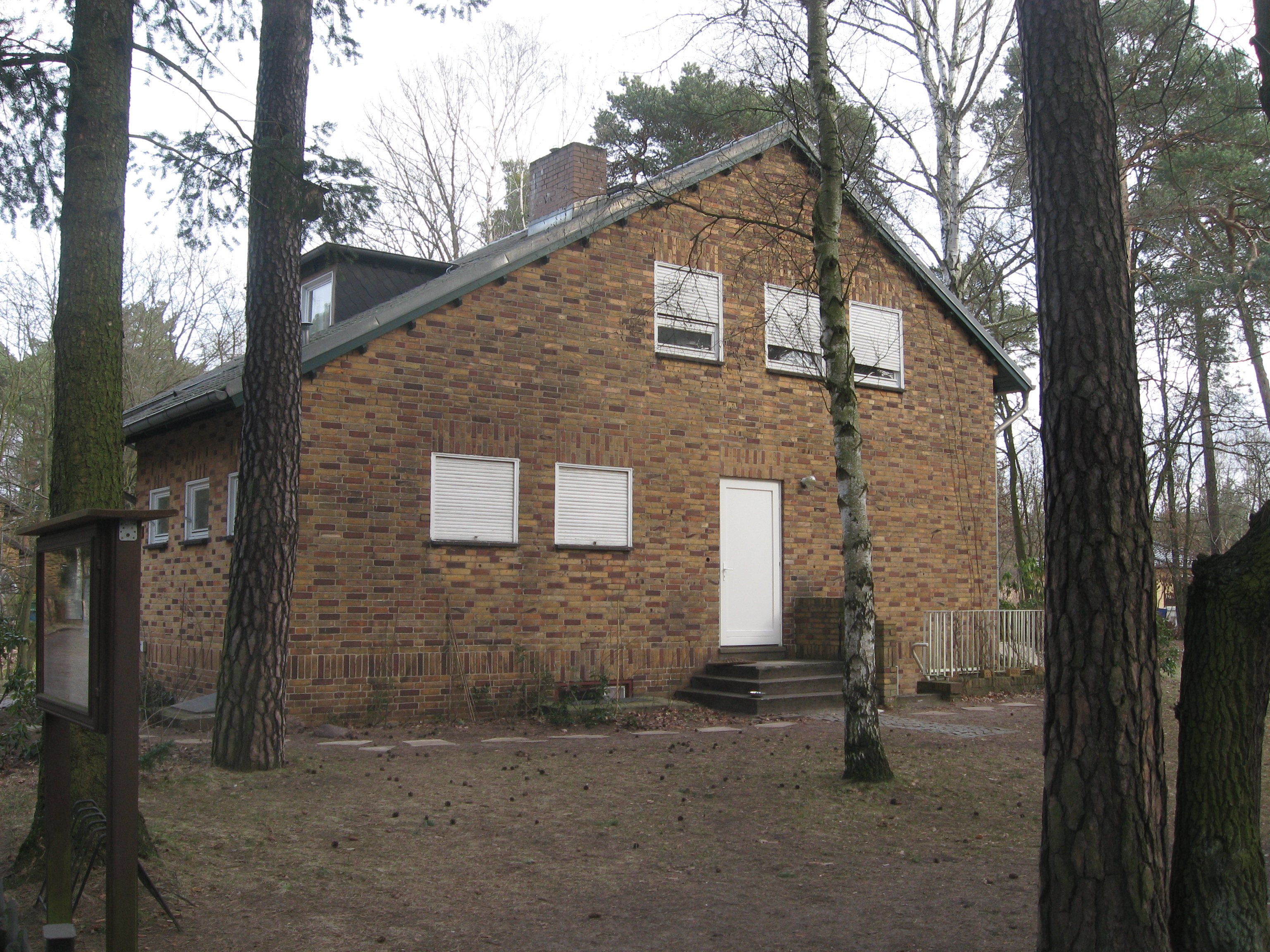
Friedrich-Wolf-Haus in der Waldsiedlung Lehnitz-Nord

- Die 1941 im Auftrag der „Versuchsstelle für Höhenflüge“ nach Plänen des Architekten Klaus Heese entstandene Waldsiedlung (Einzelhäuser in lockerer Klinkerbauweise), 1990 zum architektonischen Denkmal erklärt
- Mahnmal für die Opfer des Faschismus aus der unmittelbaren Nachkriegszeit an der Friedrich-Wolf-Straße/Ecke Friedrich-Wolf-Platz, nach 1990 umgewidmet den Opfern von Krieg und Gewaltherrschaft
- Denkmal gegenüber dem OdF-Mahnmal zur Erinnerung an Ethel und Julius Rosenberg, die in den USA 1951 wegen Spionage verurteilt und 1953 hingerichtet wurden.